# Australiceras
Australiceras is een uitgestorven geslacht van mollusken, dat leefde tijdens het Vroeg-Krijt.

## Beschrijving
Deze ammoniet had een met fijne, dicht opeenstaande ribben bezette schelp, die overliepen naar de afgeronde buikzijde. Veel soorten waren gedeeltelijk ongespiraliseerd en waren uitgerust met een woonkamer met een haakvormige buiging.
De diameter van de schelp bedroeg ongeveer 12 cm.

## Leefwijze
Dit geslacht bewoonde diepe zeeën en was waarschijnlijk een trage zwemmer.